# Plateforme de travail collaboratif
Pour un article plus général, voir Travail collaboratif.
Une plateforme de travail collaboratif est un espace de travail virtuel. C'est un outil, parfois sous la forme d'un site internet, qui centralise tous les outils liés à la conduite d'un projet, la gestion des connaissances ou au fonctionnement d'une organisation et les met à disposition des acteurs.
L'objectif du travail collaboratif est de faciliter et optimiser la communication entre les individus dans le cadre du travail ou d'une tâche non liée au travail. Plusieurs agents décident de coopérer pour mettre en commun leurs idées et compétences, dans le but de résoudre une problématique. Internet facilite la réalisation de documents communs en les intégrant dans des plateformes web.
En choisissant d'installer une plateforme collaborative, les organisations entament bien souvent leur transformation numérique et managériale. En entreprise, l'efficacité de ces outils dépend en effet des compétences des managers et de leurs aptitudes à accompagner leurs collaborateurs. Ce changement dans la manière de manager peut être vu comme une réponse aux difficultés rencontrées par les générations Y et Z lorsqu'elles arrivent dans le monde de l'entreprise.

## Contenus et fonctionnalités
Ce type de plateforme intègre par exemple les fonctionnalités suivantes :
- des outils informatiques (logiciels, progiciels) ;
- une base de connaissance structurée[3] comprenant des guides ou méthodes de travail en groupe, pour améliorer la communication, la production, la coordination ;
- un service de gestion de portefeuilles de projets
- un service de dématérialisation des processus qualité de l'organisation (documentation qualité, risques, incidents/non-conformités, référentiel de bonnes pratiques, conformité, audit…)
- un service de messagerie (ex. : messagerie rapide pair-à-pair) ;
- un système de partage de ressources et de fichiers (client/serveur ou en pair à pair) ;
- un mur virtuel collaboratif (ex : Padlet, nouvelle dénomination de l'application web2.0 Wallwisher)[4]
- des outils de type forum, pages de discussions, messagerie instantanée multi-utilisateurs… ;
- un trombinoscope, ou annuaire des profils des utilisateurs ;
- des blogs, par projet ou par thématique ;
- un système de vote ou de notation (rating) sur les articles ;
- un calendrier ;
- un système d'archive collective, et de pages personnelles ;
- un index ou outil listant les tâches faites et à faire ou permettant de gérer des flux de travaux ;
- des outils complémentaires (conférence audio, conférence téléphonique, élaboration partenariale d'arbres heuristiques…).

## Les plateformes collaboratives et l'enseignement
L’école traditionnelle se voit bousculée par les nouvelles technologies et tend à se transformer en « l'école 2.0 ». Le web social a effectivement poussé les acteurs de l'enseignement à collaborer et à partager en intégrant le numérique dans les établissements scolaires. Une intégration compliquée étant donné que les enseignants n’ont pas tous les mêmes compétences techniques à l’utilisation du numérique et que certains, 23 % des enseignants, n’ont jamais suivi de formation au numérique selon le baromètre de Digital Wallonia (2018).
D’où l’importance d’offrir une assistance différenciée à ces enseignants en difficultés. En plus de cette assistance, il faut différencier les profils enseignants dans la plateforme composée d’individus différents constituant un groupe social complexe, afin que cette intégration, réussisse au mieux. “La clé de la réussite pour instaurer le numérique est d’évaluer et de sélectionner le type d’outils qui conviennent le mieux à la pédagogie d’un formateur, à ses besoins et aux objectifs du cours”. (Hanan Khalil et Martin Ebner (2017).
Les plateformes collaboratives amènent le monde de l’Enseignement à s’organiser autrement et à transformer sa manière de collaborer. Selon Quicke (2000), « la collaboration permet de réduire la rigidité des pratiques bureaucratiques et de créer un cadre favorable à la réflexivité, aux échanges d’expériences et à l’innovation. C’est aussi un instrument d’intégration, de soutien moral et d’assistance mutuelle ». Cette collaboration est transformée, améliorée par ses possibilités de communication asynchrone et modifiée grâce aux plateformes collaboratives modernes (modèle SAMR).
Elles offrent la possibilité de : « rechercher, produire, partager et de mutualiser des documents, des informations, des ressources dans un environnement numérique. Elles permettent de contribuer à une production ou à un projet collectif au sein d’équipes disciplinaires, interdisciplinaires, transversales ou éducatives ».
Exemples de plateformes :
- Acollab
- GoFAST
- Google Classroom
- Itslearning
- Jalios
- Jamespot
- JPlatform
- Microsoft Teams
- Moodle
- Oodrive
- Padlet - Wakelet
- Smartschool
- Talkspirit
- Wimi
- Whaller
- Wikiversité, Wikipédia et les autres projets pédagogiques développés au sein du mouvement Wikimédia.

## Les plateformes collaboratives en général
En France, la Direction interministérielle du Numérique (DINUM) met à disposition des agents de l’État, la plateforme collaborative Resana. Elle leur offre un espace numérique complet pour faciliter le stockage, le partage et la coédition de documents, mais aussi le travail en équipe et en mode projet, y compris en mobilité grâce à une application dédiée. En janvier 2022, elle comptait déjà plus de 127 000 utilisateurs.